# Kirche Wenigenauma

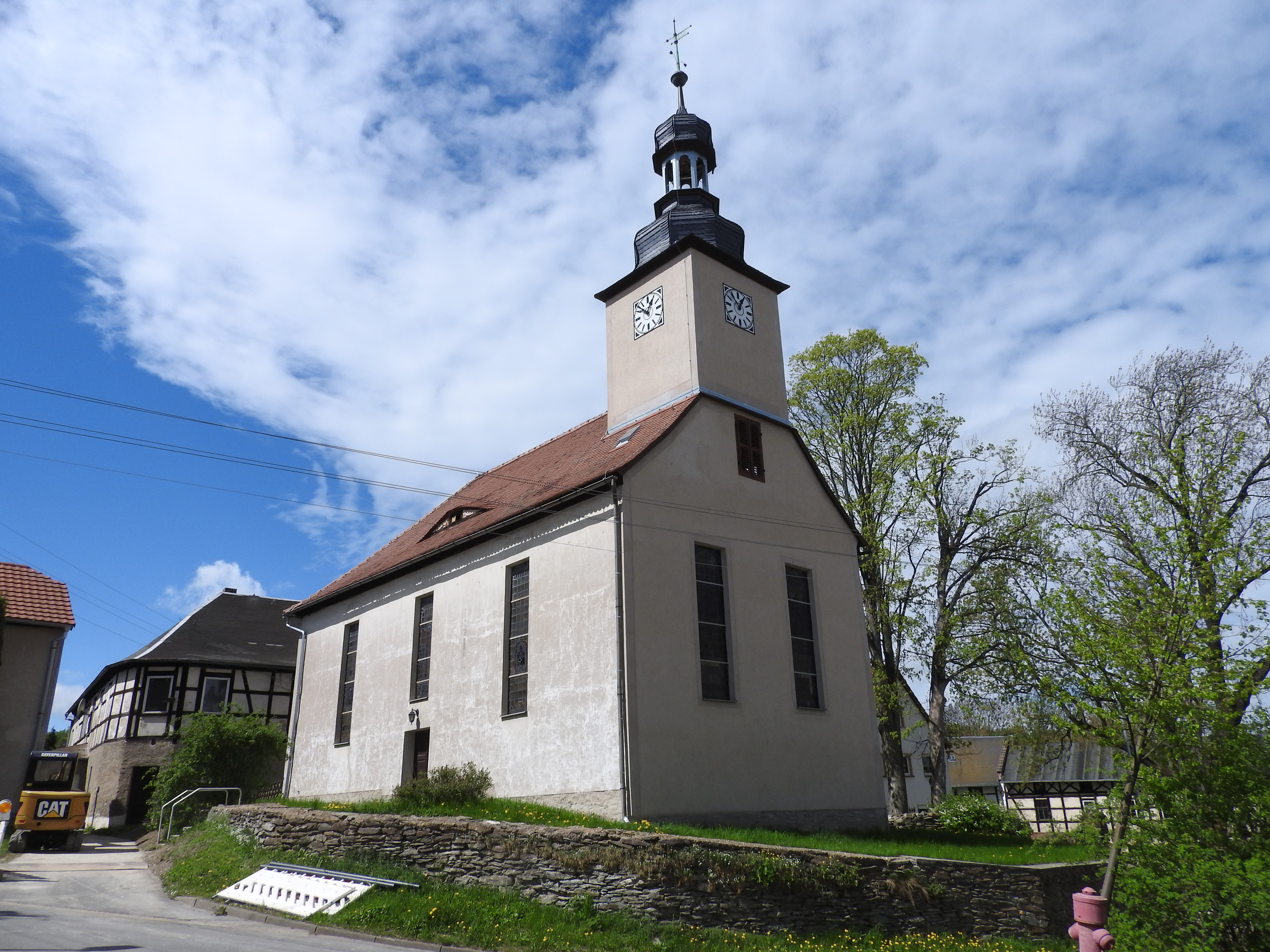
Kirche Wenigenauma

Die evangelisch-lutherische denkmalgeschützte Kirche steht in Wenigenauma, einem Ortsteil der Landgemeinde Stadt Auma-Weidatal im Landkreis Greiz in Thüringen. Die Kirchengemeinde Wenigenauma gehört zum Pfarrbereich Auma im Kirchenkreis Greiz der Evangelischen Kirche in Mitteldeutschland.

## Beschreibung
Die einfache Saalkirche wurde 1719 erbaut und 1893 renoviert. Der Dachturm im Osten wurde 1901 hinzu gebaut. Er ist mit einer bauchigen, schiefergedeckten Haube bedeckt, auf der eine offene Laterne sitzt, die von einer Turmkugel bekrönt ist. Im Innenraum, der mit einer ehemals bemalten Flachdecke überspannt ist, trennt nördlich eine zur Außenmauer parallel eingezogene Wand die Gruft ab, die heute geschlossen ist. An dieser Seite befindet sich eine zweigeschossige Empore. Zur Kirchenausstattung gehört ein einfacher Kanzelaltar. Das Taufbecken ist von 1618. Die Orgel mit fünf Registern, verteilt auf ein Manual und Pedal, wurde 1893 von Carl Friedrich Zillgitt gebaut.